# Севастиан (Вести)
Архиепископ Севастиа́н (в миру Григо́рий Ива́нович Вести 19 (31) января 1870, село Заим, Бендерский уезд, Бессарабская губерния — 8 декабря 1929, Кинешма) — епископ Русской православной церкви, архиепископ Костромской и Галичский.

## Биография
Родился в бедной крестьянской семье. Первоначальное образование получил в сельской школе и в уездном училище.
В самый день окончания училища к нему явился некий священник о. Бендер не связанный с ним никакими узами родства, и взял его к себе в дом и предложил ему готовиться в духовную семинарию.
В 1894 году он успешно закончил Кишинёвскую духовную семинарию и принял рукоположение во священника.
В 1897 году поступил в Киевскую духовную академию.
В 1900 году пострижен в монашество.
В 1901 году окончил академию со степенью кандидата богословия с правом получить степень магистра богословия без нового устного испытания чрез представление удовлетворительного для сей степени нового сочинения. Вскоре назначен помощником смотрителя Единецкого духовного училища.
В 1903 году — инспектор Холмской духовной семинарии.
С 1906 года — ректор Подольской духовной семинарии в сане архимандрита.
С 1909 года — ректор Донской духовной семинарии.

### Архиерейство
8 сентября 1914 года хиротонисан во епископа Кинешемского, викария Костромской епархии.
С 30 мая 1917 года — епископ Макарьевский и Унженский, викарий Костромской епархии. С 17 сентября 1917 года — епископ Нерехтский, викарий Костромской епархии.
С 1919 года — епископ Кинешемский, викарий Костромской епархии. С 1920 года — архиепископ Костромской. В 1922 году уклонился в обновленческий раскол. В расколе сохранил за собой Костромскую кафедру. В июле 1923 года, после освобождения патриарха Тихона, покаялся.
15 августа 1923 года арестован без указания состава преступления и заключён в Костромской исправдом. 31 августа был освобождён под подписку о невыезде без прекращения дела.
24 сентября (7 октября) 1923 патриархом Тихоном назначен епископом Костромским и Галичским. В конце сентября 1923 года вновь уклонился в обновленческий раскол.
В декабре 1923 года было вынесено решение о прекращении дела, по которому он был арестован.
В начале 1924 года снова покаялся перед патриархом Тихоном и оставлен архиепископом Костромским.
В 1925 году на приглашение Епархиального управления прибыть для переговоров ответил официальной бумагой, что не имеет на это никаких указаний от митрополита Петра Крутицкого, а без них «может руководствоваться только выработанными и утвержденными Святейшим Патриархом Тихоном правилами о чиноприёме клириков, приходящих из обновленческого раскола».
С 18 мая 1927 года — член Временного патриаршего Священного синода при заместителе патриаршего местоблюстителя митрополите Сергии (Страгородском). Не подписал Декларацию от 29 июля 1927 года как отсутствующий «по болезни».
В 1929 году арестован. Пытался вступиться за большую группу духовенства, арестованную в октябре 1929 года в Костроме органами ОГПУ, за что получил предписание немедленно покинуть Кострому.
Уехал в Кинешму, где и скончался 8 декабря 1929 года. Похоронен у алтаря Кинешемского Успенского собора.
По отзыву митрополита Мануила (Лемешевского), был хорошим оратором и примерным монахом в жизни.